# Aappilattoq (Kujalleq)
Pour les articles homonymes, voir Aappilattoq.
Aappilattoq (Augpilagtoĸ avant 1973) est une commune du Groenland, située dans la municipalité de Kujalleq près de Nanortalik. Sa population est de 131 habitants en 2011.

## Géographie
Aappilattoq se situe à l'est de Nanortalik dans la partie méridionale du Groenland, à environ 50 km du Cap Farvel.